# Nazionale maschile di beach soccer della Spagna
La nazionale di beach soccer della Spagna (Selección de fútbol playa de España) rappresenta la Spagna nelle competizioni internazionali di beach soccer ed è controllata dalla Real Federación Española de Fútbol (FEF).

## Palmarès
- Euro Beach Soccer League: 5

1999, 2000, 2001, 2003, 2006
- Giochi del Mediterraneo sulla spiaggia: 1

2023

## Squadra attuale
I seguenti giocatori e membri dello staff sono stati convocati per il Campionato mondiale di beach soccer 2021
| N. |                   | Ruolo | Calciatore        |
| -- | ----------------- | ----- | ----------------- |
| 1  | Spagna (bandiera) | P     | Francisco Donaire |
| 2  | Spagna (bandiera) | C     | David Ardil       |
| 3  | Spagna (bandiera) | D     | Antonio Mayor     |
| 4  | Spagna (bandiera) | D     | Adri Frutos       |
| 5  | Spagna (bandiera) | D     | José Cintas       |
| 6  | Spagna (bandiera) | C     | Dris Bouzian      |

| N. |                   | Ruolo | Calciatore       |
| -- | ----------------- | ----- | ---------------- |
| 7  | Spagna (bandiera) | A     | Pablo Perez      |
| 8  | Spagna (bandiera) | C     | Francisco Mejias |
| 9  | Spagna (bandiera) | A     | Eduard Suarez    |
| 10 | Spagna (bandiera) | A     | Llorenç Gómez    |
| 11 | Spagna (bandiera) | A     | Chiky Ardil      |
| 12 | Spagna (bandiera) | P     | Pablo Lopez      |
| 13 | Spagna (bandiera) | P     | Juanmi           |
| 14 | Spagna (bandiera) | C     | Javi Torres      |

Allenatore:  Christian Méndez